# Stockholms Hedvig Eleonora distrikt
Stockholms Hedvig Eleonora distrikt er et svensk folkeregisterdistrikt i Stockholms kommune og Stockholms län.
Distriktet ligger i Östermalm i Stockholms innerstad, og distriktet blev opretter den 1. januar 2016.
I distriktet ligger Hedvig Eleonora kyrka, der blev indviet den 21. august 1737 . Kirken er opkaldt efter dronning Hedvig Eleonora af Slesvig-Holsten-Gottorp, der var gift med kong Karl 10. Gustav af Sverige.